# Lubow Pugowicznikowa
Lubow Michajłowna Pugowicznikowa (Czernych) (ros. Любовь Михайловна Пуговичникова (Черных); ur. 11 maja 1958 roku we wsi Pugaczi w obwodzie woroneskim) – radziecka kolarka szosowa, złota medalistka mistrzostw świata.

## Kariera
Największy sukces w karierze Lubow Pugowicznikowa osiągnęła w 1987 roku, kiedy wspólnie z Nadieżdą Kibardiną, Ałłą Jakowlewą i Tamarą Polakową zdobyła złoty medal w drużynowej jeździe na czas na mistrzostwach świata w Villach. Był to jedyny medal wywalczony przez Pugowicznikową na międzynarodowej imprezie tej rangi. Nigdy nie wzięła udziału w igrzyskach olimpijskich.